# Liste der Kreisstraßen im Landkreis Forchheim
Die Liste der Kreisstraßen im Landkreis Forchheim ist eine Auflistung der Kreisstraßen im bayerischen Landkreis Forchheim mit deren Verlauf.

## Abkürzungen
- BA: Kreisstraße im Landkreis Bamberg
- BT: Kreisstraße im Landkreis Bayreuth
- ERH: Kreisstraße im Landkreis Erlangen-Höchstadt
- FO: Kreisstraße im Landkreis Forchheim
- LAU: Kreisstraße in Nürnberger Land
- St: Staatsstraße in Bayern

## Liste
Nicht vorhandene bzw. nicht nachgewiesene Kreisstraßen werden in Kursivdruck gekennzeichnet, ebenso Straßen und Straßenabschnitte, die unabhängig vom Grund (Herabstufung zu einer Gemeindestraße oder Höherstufung) keine Kreisstraßen mehr sind.
Der Straßenverlauf wird in der Regel von Nord nach Süd und von West nach Ost angegeben.
| Nr. FO | Verlauf |
| ------ | --- |
| FO 1   | St 2244 in Büg bei Eggolsheim – Bammersdorf – FO 17 in Jägersburg |
| FO 2   | (ERH 4 im Landkreis Erlangen-Höchstadt) – Landkreisgrenze – Kersbach – FO 26 – St 2243 – FO 8 – FO 27 – Gosberg – St 2236 – FO 14 – Kirchehrenbach – FO 11 – St 2760 in Pretzfeld                                      |
| FO 3   | in Wimmelbach – FO 13 in Heroldsbach |
| FO 4   | St 2244/St 2264 – FO 11 in Eggolsheim |
| FO 5   | Tiefenstürmig – Götzendorf – St 2260 – Drügendorf – FO 41 – Weigelshofen – FO 11 – Eggolsheim – St 2244 |
| FO 6   | St 2260 in Unterzaunsbach – Oberzaunsbach – FO 16 in Hundshaupten |
| FO 7   | (ERH 5 im Landkreis Erlangen-Höchstadt) – Landkreisgrenze – FO 26 – Poxdorf – St 2243 in Effeltrich |
| FO 8   | St 2243 in Sandäcker – FO 2 |
| FO 9   | Dürrbrunn – St 2187 in Unterleinleiter |
| FO 10  | (BA 25 im Landkreis Bamberg) – Landkreisgrenze – Schnaid – FO 19 – Stiebarlimbach – Willersdorf – St 2264 |
| FO 11  | (BA 9 im Landkreis Bamberg) – Landkreisgrenze – Unterstürmig – Eggolsheim – FO 19 – Kauernhofen – Rettern – FO 17 – Ehrlersheim – Mittelweilersbach – Unterweilersbach – Kirchehrenbach – FO 2 – St 2242 in Leutenbach |
| FO 12  | (ERH 30 im Landkreis Erlangen-Höchstadt) – Landkreisgrenze – Bräuningshof – FO 26 – Landkreisgrenze – (ERH 30 im Landkreis Erlangen-Höchstadt)                                                                         |
| FO 13  | St 2259 – Poppendorf – Heroldsbach – FO 3 – Thurn – Hausen – FO 25 – |
| FO 14  | FO 2 – Wiesenthau – Schlaifhausen – St 2242 – Dietzhof – Mittelehrenbach – FO 36 – Oberehrenbach – FO 42 – Kasberg – Gräfenberg – FO 28 – St 2191                                                                      |
| FO 15  | (ERH 29 im Landkreis Erlangen-Höchstadt) – Landkreisgrenze – FO 26 (– St 2242 in Langensendelbach) |
| FO 16  | St 2260 – Hagenbach – Poppendorf – Hetzelsdorf – Hundshaupten – FO 6 – St 2242 in Hundsboden |
| FO 17  | Forchheim-Ost – Jägersburg – FO 1 – FO 11 |
| FO 18  | St 2740 – Pettensiedel – Etlaswind – FO 29 – Oberlindelbach – Unterlindelbach – FO 31 – Stöckach – St 2236 in Igensdorf                                                                                                |
| FO 19  | (ERH 17 im Landkreis Erlangen-Höchstadt) – Landkreisgrenze – FO 10 – Stiebarlimbach – Schnaid – Hallerndorf – St 2264                                                                                                  |
| FO 20  | St 2291 in Kleingesee – Bärnfels – FO 21 – Herzogwind – Obertrubach – St 2260 – Möchs – – Landkreisgrenze – (LAU 1 im Landkreis Nürnberger Land)                                                                       |
| FO 21  | FO 37 in Wichsenstein – Bieberbach – FO 23 – Geschwand – St 2191 – FO 20 in Bärnfels |
| FO 22  | – Lilling – Erlastrut – St 2241 |
| FO 23  | St 2191 in Gößweinstein – Etzdorf – Türkelstein – Hartenreuth – FO 37 – Bieberbach – FO 21 – Affalterthal – St 2191 – Dörfles – St 2260                                                                                |
| FO 24  | St 2264 – Pautzfeld – Buckenhofen |
| FO 25  | FO 13 in Hausen – Schleuse Hausen – St 2244 – St 2243 in Kersbach |
| FO 26  | FO 2 in Kersbach – Poxdorf – FO 7 – Langensendelbach – St 2242 – FO 15 – Bräuningshof – FO 12 – Landkreisgrenze – (ERH 24 im Landkreis Erlangen-Höchstadt)                                                             |
| FO 27  | FO 2 in Gosberg – Pinzberg – St 2243 |
| FO 28  | St 2240 – Neunkirchen am Brand – Großenbuch – Rödlas – Ermreuth – St 2236 – Walkersbrunn – Guttenburg – FO 14 in Gräfenberg                                                                                            |
| FO 29  | FO 18 in Etlaswind – Schellenberg – St 2240 – Kleinsendelbach – Landkreisgrenze – (ERH 8 im Landkreis Erlangen-Höchstadt)                                                                                              |
| FO 30  | St 2260 in Wannbach – Urspring – Pfaffenich – Eberhardstein – Morschreuth – St 2685 |
| FO 31  | FO 18 in Stöckach – Unterrüsselbach – Mittelrüsselbach – FO 44 – Kirchrüsselbach – Oberrüsselbach |
| FO 32  | St 2242 in Egloffstein – FO 36 – Thuisbrunn – Hohenschwärz – St 2191 |
| FO 33  | Schossaritz – Großenohe – |
| FO 34  | St 2685 – Birkenreuth – Trainmeusel – FO 35 – Wohlmannsgesees – Windischgaillenreuth – St 2685 in Moggast |
| FO 35  | FO 34 – Muggendorf – FO 39 – St 2191 in Doos |
| FO 36  | FO 14 in Mittelehrenbach – Haidhof – FO 32 in Thuisbrunn |
| FO 37  | St 2260 in Wannbach – Sattelmannsburg – Hardt – Wichsenstein – FO 21 – FO 23 in Hartenreuth |
| FO 38  | St 2191 – St 2685 |
| FO 39  | (BA 18 im Landkreis Bamberg) – Landkreisgrenze – Gößmannsberg – St 2186 – Voigendorf – Albertshof – FO 35 – Engelhardsberg – Wölm – St 2191                                                                            |
| FO 40  | (BT 36 im Landkreis Bayreuth) – Landkreisgrenze – Draisendorf – St 2186 in Wüstenstein |
| FO 41  | FO 5 – Drosendorf – Burg Feuerstein – in Ebermannstadt |
| FO 42  | FO 14 in Kasberg – St 2236 in Walkersbrunn |
| FO 43  | FO 23 in Bieberbach – St 2191 |
| FO 44  | FO 31 in Mittelrüsselbach – Landkreisgrenze – (ERH 12 im Landkreis Erlangen-Höchstadt) |
| FO 45  | (BA 3 im Landkreis Bamberg) – Landkreisgrenze – Trailsdorf – Schlammersdorf – St 2264 |

## Weblink
OpenStreetMap: Landkreis Forchheim – Landkreis Forchheim im OpenStreetMap-Wiki